# Apunguis prosoicus
Apunguis prosoicus är en mångfotingart som beskrevs av Chamberlin 1947. Apunguis prosoicus ingår i släktet Apunguis och familjen småjordkrypare. Inga underarter finns listade i Catalogue of Life.